# Ángel Reyna
Ángel Eduardo Reyna Martínez (ur. 19 września 1984 w mieście Meksyk) – meksykański piłkarz występujący na pozycji ofensywnego pomocnika lub napastnika, reprezentant Meksyku.

## Kariera klubowa
Reyna pochodzi ze stołecznego miasta Meksyk i jest wychowankiem akademii juniorskiej tamtejszego zespołu Club América. Nie potrafiąc przebić się do pierwszej drużyny, jako dziewiętnastolatek udał się na wypożyczenie do drugoligowego Club León, w którego barwach spędził pół roku. Po powrocie do Amériki wciąż występował jedynie w rezerwach – Tigrillos Coapa, wobec czego podpisał umowę z drugoligowym San Luis FC. Tam od razu wywalczył sobie pewne miejsce w wyjściowej jedenastce i podczas rozgrywek Apertura 2004 wygrał z ekipą prowadzoną przez Carlosa Reinoso rozgrywki Primera División A, co na koniec rozgrywek 2004/2005 zaowocowało awansem do najwyższej klasy rozgrywkowej. W meksykańskiej Primera División zadebiutował 31 lipca 2005 w wygranym 2:1 spotkaniu z Tecos UAG, natomiast premierowego gola strzelił 5 lutego 2006 w wygranej 3:0 konfrontacji z Pumas UNAM. W wiosennych rozgrywkach Clausura 2006 zdobył z San Luis tytuł wicemistrza kraju, będąc podstawowym zawodnikiem zespołu.
Latem 2007 Reyna został wypożyczony na dwanaście miesięcy do drużyny Club Necaxa z siedzibą w mieście Aguascalientes, z którą mimo regularnych występów w pierwszym składzie nie odniósł żadnego sukcesu. W styczniu 2009 na zasadzie półrocznego wypożyczenia zasilił swój macierzysty Club América. Po upływie sześciu miesięcy zarząd drużyny postanowił go wykupić na stałe, razem z jego kolegą klubowym Israelem Martínezem, a w ramach umowy między zespołami zawodnikiem San Luis został z kolei Alfredo Moreno. Szybko wywalczył sobie miejsce w podstawowej jedenastce zespołu, a wiosną 2011 szkoleniowcem Amériki został Carlos Reinoso, z którym współpracował wcześniej w Leónie i San Luis. Przekwalifikował on piłkarza z pomocnika na napastnika, a skutkiem tej zmiany był zdobyty przez Reynę tytuł króla strzelców ligi meksykańskiej w sezonie Clausura 2011, kiedy to strzelił trzynaście goli w siedemnastu meczach.
W październiku 2011 Reyna został odseparowany przez zarząd od treningów pierwszej drużyny, po wygłoszeniu krytycznych komentarzy w mediach pod adresem zespołu. Nie mając szans na powrót do wyjściowej jedenastki, w najbliższym oknie transferowym odszedł do klubu CF Monterrey, gdzie od razu został podstawowym piłkarzem i już w pierwszym sezonie, Clausura 2012, wywalczył z nim drugi w swojej karierze tytuł wicemistrza kraju. W tym samym roku triumfował także w najbardziej prestiżowych rozgrywkach północnoamerykańskiego kontynentu – Lidze Mistrzów CONCACAF. W styczniu 2013 został wypożyczony do ekipy CF Pachuca, której barwy bez większych sukcesów reprezentował przez sześć miesięcy, po czym udał się na kolejne wypożyczenie, tym razem do beniaminka najwyższej klasy rozgrywkowej – Tiburones Rojos de Veracruz. Tam występował z kolei przez rok, będąc kluczowym graczem linii pomocy i jedną z największych gwiazd ligi.
Latem 2014 Reyna za sumę czterech milionów dolarów przeszedł do klubu Chivas de Guadalajara. Tam początkowo pełnił rolę podstawowego rozgrywającego, lecz w obliczu słabszych występów już po pół roku został relegowany do roli rezerwowego. W wiosennym sezonie Clausura 2015 dotarł z Chivas do finału krajowego pucharu – Copa MX, zaś w sierpniu 2015 zarząd klubu zdecydował się przesunąć go do rezerw, argumentując to problemami zawodnika z adaptacją w drużynie. Podczas jesiennych rozgrywek Apertura 2015 – będąc odsuniętym od składu – wywalczył z Chivas puchar Meksyku, a bezpośrednio po tym został wystawiony na listę transferową. Nie mogąc znaleźć nowego klubu, w marcu 2016 rozwiązał kontrakt z zespołem.
| Sezon     | Klub                        | Kraj   | Rozgrywki  | Mecze | Bramki |
| --------- | --------------------------- | ------ | ---------- | ----- | ------ |
| 2003/2004 | Club León                   | Meksyk | Ascenso MX | 5     | 1      |
| 2003/2004 | Tigrillos Coapa             | Meksyk | Ascenso MX | 14    | 1      |
| 2004/2005 | San Luis FC                 | Meksyk | Ascenso MX | 27    | 1      |
| 2005/2006 | San Luis FC                 | Meksyk | Liga MX    | 29    | 5      |
| 2006/2007 | San Luis FC                 | Meksyk | Liga MX    | 27    | 4      |
| 2007/2008 | Club Necaxa                 | Meksyk | Liga MX    | 32    | 3      |
| 2008/2009 | San Luis FC                 | Meksyk | Liga MX    | 8     | 1      |
| 2008/2009 | Club América                | Meksyk | Liga MX    | 14    | 2      |
| 2009/2010 | Club América                | Meksyk | Liga MX    | 37    | 10     |
| 2010/2011 | Club América                | Meksyk | Liga MX    | 30    | 14     |
| 2011/2012 | Club América                | Meksyk | Liga MX    | 8     | 1      |
| 2011/2012 | CF Monterrey                | Meksyk | Liga MX    | 22    | 4      |
| 2012/2013 | CF Monterrey                | Meksyk | Liga MX    | 17    | 3      |
| 2012/2013 | CF Pachuca                  | Meksyk | Liga MX    | 16    | 5      |
| 2013/2014 | Tiburones Rojos de Veracruz | Meksyk | Liga MX    | 25    | 8      |
| 2014/2015 | Chivas de Guadalajara       | Meksyk | Liga MX    | 27    | 1      |
| 2015/2016 | Chivas de Guadalajara       | Meksyk | Liga MX    | 2     | 0      |

## Kariera reprezentacyjna
W seniorskiej reprezentacji Meksyku Reyna zadebiutował za kadencji selekcjonera Javiera Aguirre, 24 lutego 2010 w wygranym 5:0 meczu towarzyskim z Boliwią. W 2011 roku został powołany przez José Manuela de la Torre na Złoty Puchar CONCACAF, gdzie pełnił głównie rolę rezerwowego i wystąpił w czterech z sześciu spotkań, lecz tylko w jednym w wyjściowym składzie i ani razu nie wpisał się na listę strzelców. Jego kadra triumfowała natomiast w tych rozgrywkach, pokonując w finale USA (4:2). Premierowego gola w kadrze narodowej strzelił 12 października 2012 w wygranej 5:0 konfrontacji z Gujaną, w ramach udanych ostatecznie dla jego drużyny eliminacji do Mistrzostw Świata 2014, podczas których pojawiał się ogółem na boisku dziewięciokrotnie. W 2013 roku znalazł się w ogłoszonym przez De la Torre składzie na Puchar Konfederacji. Tam pozostawał jednak wyłącznie głębokim rezerwowym swojej drużyny, nie notując żadnego występu, zaś Meksykanie odpadli wówczas z turnieju już w fazie grupowej.